# Buried Alive (film, 1939)
Pour plus de détails, voir Fiche technique et Distribution.
 Buried Alive  est un film de 1939 réalisé par Victor Halperin .
Buried Alive a été distribué en salles par Producers Pictures Corp le 6 novembre 1939